# Габленц, Людвиг Карл Вильгельм фон
Людвиг Карл Вильгельм фон Га́бленц (нем. Ludwig Karl Wilhelm von Gablenz, 1814—1874) — австрийский генерал; один из выдающихся австрийских военачальников XIX века.

## Биография
Людвиг Карл Вильгельм фон Габленц родился 19 июля 1814 года в городе Йене, в семье генерал-лейтенанта саксонской службы Генриха Адольфа фон Габленца. Образование получил в Дрезденской военной академии; с 1831 года служил в саксонской гвардии, а в 1833 году перешёл на службу в австрийскую армию.
В 1848 году в качестве адъютанта генерала Вальмодена принял участие в Итальянской кампании, а после сражения при Кустоце был отправлен в Венгрию против повстанцев и за отличие 4 января 1849 года был награждён военным орденом Марии Терезии. В кампании того же 1849 года Габленц был прикомандирован к русскому корпусу генерала Граббе, с которым принял участие во взятии крепости Коморн.
В 1854 году Габленц командовал лёгкой бригадой 1-го кавалерийского корпуса, назначенной для оккупации Придунайских княжеств.
В 1859 году, участвуя в Итальянской кампании и в сражении при Мадженте командуя бригадой 7-го корпуса, при поспешном отступлении австрийцев перешёл в контр-атаку, опрокинул французов и захватил орудие — единственное, потерянное французами в продолжение всей войны.
В 1862 году произведён в фельдмаршал-лейтенанты. Во время датско-прусской войны 1864 года, командуя 6-м корпусом, Габленц одержал блестящие победы над датчанами при Оберсельке, Фейле и Гельголанде. Под Данневерком по собственной инициативе днём раньше предположенного (2 февраля вместо 3-го) перешёл реку Зорге, атаковал деревню Лоткорф и взял её, захватив несколько орудий и большие запасы продовольствия, вследствие чего датчане без боя оставили сильно укреплённую Данневеркскую позицию. Действия Габленца в эту войну отличались замечательной быстротой и решительностью.
4 сентября 1865 года он был назначен наместником Голштинии. На этой должности ему суждено было связать своё имя с недоразумениями, возникшими в 1866 году между Австрией и Пруссией и послужившими поводом для войны.
7 июня 1866 году пруссаки вступили в Голштинию; Габленц, командуя 10-м корпусом и не имея достаточно сил задержать их, получил 12 июня приказание отступить за Эльбу. Командуя 10-м армейским корпусом, он был выслан 26 июня к Траутенау для прикрытия сосредоточения армии в треугольнике Йозефштадт — Милетин — Кениггрец и 27 июня, во встречном бою у Траутенау, разбил 1-й прусский корпус генерала Бонина, чем блестяще выполнил поставленную ему задачу. Но 28 июня, при отходе от Траутенау, в бою с прусской гвардией потерпел поражение у Праусниц-Кайле. Он участвовал затем в сражениях у Кёнигингофа и Кениггреца.
После войны Габленц был назначен командующим войсками в Хорватии и Словении, а в 1869 году — главнокомандующим войсками Венгрии, причём принял деятельное участие в организации венгерского гонведа. В 1870 году получил чин генерала от кавалерии.
В 1871 году вышел в отставку.
28 января 1874 года, разорённый неудачными финансовыми предприятиями, застрелился в Цюрихе.
Впоследствии одна из улиц Вены получила его имя, а в Киле в его честь был назван мост.